# Liste des monuments aux morts dans les Deux-Sèvres
Pour un article plus général, voir Liste des œuvres d'art des Deux-Sèvres.
Cet article vise à recenser les monuments aux morts dans les Deux-Sèvres, en France.

## Liste
Les monuments sont classés par ordre alphabétique de communes, ou anciennes communes. Si une commune possède plusieurs monuments, ils sont classés par ordre chronologique des conflits commémorés.
| Œuvre                                                                                        | Auteur                                                       | Commune                   | Localisation | Notes | Installation | Coordonnées                        | Illustration |
| -------------------------------------------------------------------------------------------- | ------------------------------------------------------------ | ------------------------- | --- | --- | ------------ | ---------------------------------- | --- |
| Monument aux morts                                                                           | À déterminer                                                 | Adilly                    | À côté de l'église Saint-Pierre | | À déterminer | à géolocaliser                     | Image manquante |
| Monument aux morts                                                                           | À déterminer                                                 | Aiffres                   | À déterminer | | À déterminer | à géolocaliser                     | Image manquante |
| Monument aux morts                                                                           | À déterminer                                                 | Aigonnay                  | Route de la Rivière, en face de la mairie | | À déterminer | à géolocaliser                     | Image manquante |
| Monument aux morts                                                                           | À déterminer                                                 | Airvault                  | Sur la place des Promenades, à côté de la mairie | | À déterminer | à géolocaliser                     | Image manquante |
| Monument aux morts de 1914-1918                                                              | À déterminer                                                 | Airvault                  | Dans l'église | Plaque. | À déterminer | à géolocaliser                     | Image manquante |
| Monument aux morts                                                                           | À déterminer                                                 | Allonne                   | Dans le cimetière | | À déterminer | à géolocaliser                     | Image manquante |
| Monument aux morts                                                                           | À déterminer                                                 | Amailloux                 | À côté de l'église Saint-Étienne | | À déterminer | à géolocaliser                     | Monument aux morts |
| Monument aux morts de 1914-1918                                                              | À déterminer                                                 | Amailloux                 | Dans l'église Saint-Étienne | Plaques. | À déterminer | à géolocaliser                     | Image manquante |
| Monument aux morts                                                                           | À déterminer                                                 | Amuré                     | Intersection de la RD 115 et de la RD 3 | | À déterminer | à géolocaliser                     | Image manquante |
| Monument aux morts                                                                           | À déterminer                                                 | Arçais                    | Intersection de la rue de la mairie et de la RD 102, à côté du cimetière                                                                                    | | À déterminer | à géolocaliser                     | Image manquante |
| Poilu au repos (monument aux morts)                                                          | Copie d'après Étienne Camus                                  | Ardilleux                 | Dans le parc de la mairie, à l'intersection de la rue de la Borderie et de la rue de la Croix (RD 740)                                                      | | À déterminer | 46° 05′ 53″ nord, 0° 02′ 38″ ouest | Image manquante |
| Monument aux morts                                                                           | À déterminer                                                 | Ardin                     | Dans le cimetière | | À déterminer | à géolocaliser                     | Image manquante |
| Monument aux morts                                                                           | À déterminer                                                 | Argenton-Château          | À déterminer | | 1922         | à géolocaliser                     | Image manquante |
| Monument aux morts                                                                           | À déterminer                                                 | Argenton-l'Église         | Sur la place Charles de Gaulle, en face de la mairie | | À déterminer | à géolocaliser                     | Image manquante |
| Monument aux morts                                                                           | À déterminer                                                 | Asnières-en-Poitou        | À l'entrée du cimetière | | À déterminer | à géolocaliser                     | Monument aux morts |
| Monument aux morts                                                                           | À déterminer                                                 | Assais-les-Jumeaux        | Sur la place des Tilleuls | | À déterminer | à géolocaliser                     | Image manquante |
| Monument aux morts des Jumeaux                                                               | À déterminer                                                 | Assais-les-Jumeaux        | À l'entrée du cimetière, à côté de l'église Saint-Martin | | À déterminer | à géolocaliser                     | Monument aux morts des Jumeaux                                                                                        |
| Ange de la Reconnaissance couronnant un soldat (monument aux morts de 1914-1918 des Jumeaux) | Copie d'après Charles Desvergnes                             | Assais-les-Jumeaux        | Dans l'église Saint-Martin, à droite du confessionnal | | À déterminer | à géolocaliser                     | Image manquante |
| Monument aux morts                                                                           | À déterminer                                                 | Aubigné                   | En face de la mairie | | À déterminer | à géolocaliser                     | Monument aux morts |
| Monument aux morts                                                                           | À déterminer                                                 | Aubigny                   | Dans le cimetière | | 1921         | à géolocaliser                     | Image manquante |
| Monument aux morts de 1914-1918                                                              | À déterminer                                                 | Augé                      | Dans l'église Saint-Grégoire | Plaque. | À déterminer | à géolocaliser                     | Image manquante |
| Monument aux morts                                                                           | À déterminer                                                 | Augé                      | RD 6, devant la mairie | Érigé en 1922 à quelques mètres de son emplacement actuel.                                                                                               | 2023         | à géolocaliser                     | Image manquante |
| Monument aux morts                                                                           | À déterminer                                                 | Availles-Thouarsais       | Intersection de la RD 145 et de la RD 121, à côté de l'église Saint-Hilaire                                                                                 | | À déterminer | à géolocaliser                     | Image manquante |
| Monument aux morts                                                                           | À déterminer                                                 | Avon                      | À déterminer | | À déterminer | à géolocaliser                     | Image manquante |
| Monument aux morts                                                                           | Copie d'après Pierre Rouillard                               | Azay-le-Brûlé             | Dans le cimetière | | À déterminer | à géolocaliser                     | Image manquante |
| Monument aux morts                                                                           | À déterminer                                                 | Azay-sur-Thouet           | À côté de l'église Saint-Hilaire | | 1922         | à géolocaliser                     | Monument aux morts |
| Monument aux morts                                                                           | À déterminer                                                 | Beaulieu-sous-Bressuire   | Intersection de la rue de la Fontaine et la rue de la Providence (RD 175), à côté de l'école                                                                | | À déterminer | à géolocaliser                     | Image manquante |
| Monument aux morts                                                                           | À déterminer                                                 | Beaulieu-sous-Parthenay   | À déterminer | | À déterminer | à géolocaliser                     | Image manquante |
| Monument aux morts                                                                           | À déterminer                                                 | Beaussais                 | Dans le cimetière | | À déterminer | à géolocaliser                     | Image manquante |
| Monument aux morts                                                                           | À déterminer                                                 | Beauvoir-sur-Niort        | À côté de l'église Saint-Jacques | | À déterminer | à géolocaliser                     | Image manquante |
| Monument aux morts                                                                           | À déterminer                                                 | Béceleuf                  | À déterminer | | À déterminer | à géolocaliser                     | Image manquante |
| Monument aux morts                                                                           | Maurice Tessier                                              | Belleville                | À déterminer | | À déterminer | à géolocaliser                     | Image manquante |
| Monument aux morts                                                                           | À déterminer                                                 | Bessines                  | Dans le cimetière, à côté de l'église Saint-Caprais | | À déterminer | à géolocaliser                     | Image manquante |
| Monument aux morts de 1914-1918                                                              | À déterminer                                                 | Boismé                    | Dans l'église Saint-Pierre | | À déterminer | à géolocaliser                     | Monument aux morts de 1914-1918                                                                                       |
| Monument aux morts                                                                           | À déterminer                                                 | Boismé                    | À côté de l'église Saint-Pierre | | À déterminer | à géolocaliser                     | Monument aux morts |
| Monument aux morts                                                                           | À déterminer                                                 | Boisserolles              | À déterminer | | À déterminer | à géolocaliser                     | Image manquante |
| Monument aux morts                                                                           | À déterminer                                                 | Borcq-sur-Airvault        | À côté de l'église Saint-Hilaire | | À déterminer | à géolocaliser                     | Image manquante |
| Monument aux morts                                                                           | À déterminer                                                 | Bougon                    | Dans le cimetière | | À déterminer | à géolocaliser                     | Image manquante |
| Monument aux morts                                                                           | À déterminer                                                 | Bouillé-Loretz            | Dans le cimetière | | À déterminer | à géolocaliser                     | Image manquante |
| Monument aux morts                                                                           | À déterminer                                                 | Bouin                     | Dans le cimetière | | À déterminer | à géolocaliser                     | Image manquante |
| Monument aux morts                                                                           | À déterminer                                                 | Boussais                  | À côté de l'école | | 1922         | à géolocaliser                     | Image manquante |
| Monument aux morts de 1870-1871                                                              | À déterminer                                                 | Bressuire                 | Intersection du boulevard de la République et de la rue Roger Salengro                                                                                      | | 1903         | à géolocaliser                     | Monument aux morts de 1870-1871                                                                                       |
| Monument aux morts de 1914-1918                                                              | À déterminer                                                 | Bressuire                 | Dans le cimetière | | À déterminer | à géolocaliser                     | Image manquante |
| Monument aux morts                                                                           | Gabriel Rispal, Édouard Bauhain et Raymond Barbaud           | Bressuire                 | Sur la place des Anciens Combattants, anciennement place Sadi-Carnot                                                                                        | | 1903         | 46° 50′ 22″ nord, 0° 29′ 36″ ouest | Monument aux morts de Bressuire                                                                                       |
| Monument aux morts                                                                           | À déterminer                                                 | Bretignolles              | À déterminer | | À déterminer | à géolocaliser                     | Image manquante |
| Monument aux morts                                                                           | À déterminer                                                 | Breuil-Chaussée           | Intersection de la rue de Beaulieu et de la RD 96 bis | | À déterminer | à géolocaliser                     | Image manquante |
| Monument aux morts                                                                           | À déterminer                                                 | Brie                      | À côté de l'église Saint-Étienne | | À déterminer | à géolocaliser                     | Image manquante |
| Monument aux morts                                                                           | À déterminer                                                 | Brieuil-sur-Chizé         | Dans le cimetière | | À déterminer | à géolocaliser                     | Monument aux morts |
| Monument aux morts                                                                           | À déterminer                                                 | Brion-près-Thouet         | Dans le cimetière, à côté de l'église Saint-Germain | | 1922         | à géolocaliser                     | Image manquante |
| Monument aux morts                                                                           | À déterminer                                                 | Brioux-sur-Boutonne       | À côté de la Poste et de l'église Saint-Laurent | | 1922         | 46° 08′ 27″ nord, 0° 13′ 14″ ouest | Monument aux morts de Brioux-sur-Boutonne                                                                             |
| Monument aux morts                                                                           | À déterminer                                                 | Brûlain                   | À côté de l'église Saint-Martin | | À déterminer | à géolocaliser                     | Monument aux morts |
| Monument aux morts                                                                           | À déterminer                                                 | Caunay                    | À côté de l'église Saint-Pierre-aux-Liens | | À déterminer | à géolocaliser                     | Monument aux morts |
| Monument aux morts                                                                           | Amédée Simon                                                 | Celles-sur-Belle          | Avenue de Limoges, à côté de la mairie | | À déterminer | à géolocaliser                     | Image manquante |
| Monument aux morts                                                                           | À déterminer                                                 | Cerizay                   | À côté de la mairie | | À déterminer | à géolocaliser                     | Image manquante |
| Monument aux morts                                                                           | À déterminer                                                 | Cersay                    | Sur la place de la Mairie, au bord de la rue du Moulin (RD 31), en face de la mairie                                                                        | | À déterminer | 47° 02′ 45″ nord, 0° 21′ 14″ ouest | Monument aux morts de Cersay                                                                                          |
| Monument aux morts                                                                           | À déterminer                                                 | Chail                     | Dans l'église | Plaque. | À déterminer | à géolocaliser                     | Image manquante |
| Monument aux morts                                                                           | À déterminer                                                 | Chail                     | Devant la mairie | | À déterminer | à géolocaliser                     | Image manquante |
| Statue de Jeanne d'Arc (monument aux morts)                                                  | E. Piet                                                      | Chambroutet               | À l'entrée du cimetière, à côté de l'église Notre-Dame | Représente Jeanne d'Arc. | 1920         | à géolocaliser                     | Statue de Jeanne d'Arc (monument aux morts)« Monument aux morts de 1914-1918 à Chambroutet », sur À nos grands hommes |
| Monument aux morts                                                                           | À déterminer                                                 | Champdeniers              | Sur la place Alphonse Juin | | À déterminer | à géolocaliser                     | Image manquante |
| Monument aux morts de Saint-Denis                                                            | À déterminer                                                 | Champdeniers              | RD 6, dans le hameau de Saint-Denis | | À déterminer | à géolocaliser                     | Image manquante |
| Monument aux morts                                                                           | À déterminer                                                 | Chantecorps               | À déterminer | | À déterminer | à géolocaliser                     | Image manquante |
| Monument aux morts                                                                           | À déterminer                                                 | Chanteloup                | À côté de l'église Saint-Léger | | À déterminer | à géolocaliser                     | Image manquante |
| Monument aux morts                                                                           | À déterminer                                                 | Châtillon-sur-Thouet      | À côté de l'église Saint-Pierre | | À déterminer | à géolocaliser                     | Image manquante |
| Monument aux morts                                                                           | À déterminer                                                 | Chauray                   | À côté de l'église Saint-Pierre | | À déterminer | à géolocaliser                     | Image manquante |
| Monument aux morts                                                                           | À déterminer                                                 | Chef-Boutonne             | Devant la mairie | | À déterminer | 46° 06′ 37″ nord, 0° 04′ 24″ ouest | Monument aux morts de Chef-Boutonne                                                                                   |
| Monument aux morts                                                                           | À déterminer                                                 | Chenay                    | Rue de la Mairie (RD 307) | | 1922         | à géolocaliser                     | Monument aux morts |
| Monument aux morts                                                                           | À déterminer                                                 | Chérigné                  | Devant la mairie | | 1922         | à géolocaliser                     | Image manquante |
| Poilu enveloppé dans les plis du drapeau (monument aux morts)                                | Copie d'après Charles-Henri Pourquet                         | Cherveux                  | Dans le parc de la mairie | | 1922         | 46° 24′ 51″ nord, 0° 21′ 30″ ouest | Image manquante |
| Monument aux morts                                                                           | À déterminer                                                 | Chey                      | À côté de la mairie | | 1922         | à géolocaliser                     | Image manquante |
| Ange de la Reconnaissance couronnant un soldat (monument aux morts)                          | Copie d'après Charles Desvergnes                             | Chiché                    | À l'entrée du cimetière, au bord de la place Saint-Martin                                                                                                   | | À déterminer | 46° 47′ 46″ nord, 0° 21′ 29″ ouest | Monument aux morts de Chiché                                                                                          |
| Monument aux morts                                                                           | À déterminer                                                 | Clazay                    | Sur la place Alexandre Debaize, devant la mairie, à côté de l'église Saint-Savin-et-Saint-Cyprien                                                           | | À déterminer | à géolocaliser                     | Monument aux morts |
| Monument aux morts de 1914-1918                                                              | À déterminer                                                 | Clessé                    | Dans l'église Saint-Hilaire | | À déterminer | à géolocaliser                     | Monument aux morts de 1914-1918                                                                                       |
| Poilu au repos (monument aux morts)                                                          | Copie d'après Étienne Camus                                  | Clessé                    | Sur la place de l'Église, au bord de la rue de la Mairie (RD 19), à côté de l'église Saint-Hilaire                                                          | | À déterminer | 46° 42′ 57″ nord, 0° 24′ 24″ ouest | Monument aux morts de Clessé                                                                                          |
| Monument aux morts                                                                           | À déterminer                                                 | Coulonges-Thouarsais      | Rue de Saint-Varent (RD 28) | | À déterminer | 46° 55′ 28″ nord, 0° 19′ 01″ ouest | Monument aux morts de Coulonges-Thouarsais                                                                            |
| Au mépris du danger (d) (monument aux morts)                                                 | Copie d'après Eugène Bénet                                   | Courlay                   | Sur la place de la Solidarité, à côté de la salle des fêtes et de la bibliothèque                                                                           | | À déterminer | 46° 46′ 45″ nord, 0° 33′ 59″ ouest | Image manquante |
| Monument aux morts                                                                           | À déterminer                                                 | Couture-d'Argenson        | À côté de l'église Saint-Nicolas | | À déterminer | à géolocaliser                     | Monument aux morts |
| Monument aux morts                                                                           | À déterminer                                                 | Exoudun                   | En face de la mairie | | À déterminer | 46° 20′ 39″ nord, 0° 04′ 47″ ouest | Monument aux morts d'Exoudun                                                                                          |
| Monument aux morts de 1914-1918                                                              | À déterminer                                                 | Faye-sur-Ardin            | Dans l'église Saint-Vivien | | À déterminer | à géolocaliser                     | Monument aux morts de 1914-1918                                                                                       |
| Monument aux morts                                                                           | À déterminer                                                 | Faye-sur-Ardin            | À déterminer | | À déterminer | à géolocaliser                     | Monument aux morts |
| Monument aux morts                                                                           | À déterminer                                                 | Frontenay-Rohan-Rohan     | Rue René Cassin, à côté de la mairie et de l'église Saint-Pierre                                                                                            | Érigé en 1922 à quelques mètres de son emplacement actuel. La statue Le Poilu mourant en défendant le Drapeau est retirée et remplacée par un pot à feu. | 1994         | à géolocaliser                     | Image manquante |
| Monument aux morts                                                                           | À déterminer                                                 | Frontenay-Rohan-Rohan     | Dans l'église Saint-Pierre | | À déterminer | à géolocaliser                     | Monument aux morts |
| Poilu baïonnette au canon (d) (monument aux morts)                                           | Copie d'après Étienne Camus                                  | Glénay                    | Intersection de la rue de la Mairie (RD 170) et de la rue du Breuil (RD 143)                                                                                | | À déterminer | 46° 51′ 35″ nord, 0° 15′ 06″ ouest | Monument aux morts de Glénay                                                                                          |
| Monument aux morts                                                                           | À déterminer                                                 | Gourgé                    | À déterminer | | À déterminer | à géolocaliser                     | Monument aux morts |
| Monument aux morts                                                                           | À déterminer                                                 | Irais                     | Intersection de la rue du Porteau et de la rue de la Mairie (RD 147E), à côté de l'église Saint-Paul                                                        | | À déterminer | 46° 52′ 46″ nord, 0° 05′ 38″ ouest | Monument aux morts d'Irais                                                                                            |
| Monument aux morts                                                                           | À déterminer                                                 | Juscorps                  | À déterminer | | À déterminer | à géolocaliser                     | Monument aux morts |
| Monument aux morts                                                                           | Copie d'après Prosper Lecourtier                             | L'Absie                   | Rue de la Sauzaie, devant le cimetière | | À déterminer | à géolocaliser                     | Image manquante |
| Monument aux morts                                                                           | À déterminer                                                 | La Bataille               | À côté de l'église Saint-Gilles | | À déterminer | à géolocaliser                     | Image manquante |
| Monument aux morts                                                                           | À déterminer                                                 | La Boissière-en-Gâtine    | À côté du cimetière | | À déterminer | à géolocaliser                     | Image manquante |
| Monument aux morts                                                                           | À déterminer                                                 | La Chapelle-Bâton         | À côté du cimetière | | À déterminer | à géolocaliser                     | Image manquante |
| Monument aux morts                                                                           | À déterminer                                                 | La Chapelle-Bertrand      | Dans le cimetière | | À déterminer | à géolocaliser                     | Image manquante |
| Jeanne d'Arc (monument aux morts)                                                            | Copie d'après Adolphe Roberton                               | La Chapelle-Gaudin        | Rue du Grand Fief, à côté de l'église Saint-Pierre-et-Saint-Paul                                                                                            | | 1922         | 46° 55′ 53″ nord, 0° 22′ 55″ ouest | Monument aux morts de La Chapelle-Gaudin                                                                              |
| Monument aux morts                                                                           | À déterminer                                                 | La Chapelle-Pouilloux     | À côté de l'église Saint-Junien | | À déterminer | à géolocaliser                     | Monument aux morts |
| Monument aux morts                                                                           | À déterminer                                                 | La Chapelle-Saint-Étienne | À côté de l'église Saint-Etienne | | 1922         | à géolocaliser                     | Image manquante |
| Le Poilu victorieux (monument aux morts)                                                     | Copie d'après Eugène Bénet                                   | La Chapelle-Saint-Laurent | Intersection de la rue Abel Gody et de la route de Bressuire (RD 748), à côté de l'église Saint-Laurent                                                     | | 1922         | 46° 44′ 46″ nord, 0° 28′ 35″ ouest | Monument aux morts de La Chapelle-Saint-Laurent                                                                       |
| Poilu mourant avec drapeau couronné par un ange (monument aux morts)                         | Pierre Rouillard                                             | La Chapelle-Thireuil      | Dans l'église Saint-Étienne | Plaques. | À déterminer | à géolocaliser                     | Image manquante |
| Monument aux morts                                                                           | À déterminer                                                 | La Chapelle-Thireuil      | Sur la place de la Bascule | | À déterminer | à géolocaliser                     | Image manquante |
| Monument aux morts de Breloux-la-Crèche et Chavagné                                          | À déterminer                                                 | La Crèche                 | Breloux | | À déterminer | à géolocaliser                     | Image manquante |
| Poilu à l'écu (d) (monument aux morts)                                                       | Copie d'après Union internationale artistique de Vaucouleurs | La Forêt-sur-Sèvre        | Devant la mairie | | À déterminer | 46° 46′ 13″ nord, 0° 38′ 59″ ouest | Image manquante |
| Monument aux morts                                                                           | À déterminer                                                 | La Foye-Monjault          | À déterminer | | À déterminer | à géolocaliser                     | Monument aux morts |
| Monument aux morts                                                                           | À déterminer                                                 | La Peyratte               | Sur la place des Marronniers, à côté de la salle des fêtes                                                                                                  | | À déterminer | 46° 40′ 30″ nord, 0° 08′ 55″ ouest | Monument aux morts de La Peyratte                                                                                     |
| Monument aux morts                                                                           | À déterminer                                                 | Largeasse                 | Rue du Onze Novembre | | À déterminer | à géolocaliser                     | Image manquante |
| Monument aux morts                                                                           | À déterminer                                                 | Le Bourdet                | Intesection de la rue de l'Église (RD 169) et de la rue de Belle Croix                                                                                      | | À déterminer | 46° 14′ 02″ nord, 0° 37′ 26″ ouest | Monument aux morts du Bourdet                                                                                         |
| Monument aux morts                                                                           | À déterminer                                                 | Le Breuil-Bernard         | À l'entrée du cimetière | | À déterminer | à géolocaliser                     | Image manquante |
| Monument aux morts                                                                           | À déterminer                                                 | Le Breuil-sous-Argenton   | À côté de l'église Notre-Dame | | À déterminer | à géolocaliser                     | Image manquante |
| Poilu au repos (monument aux morts)                                                          | Copie d'après Étienne Camus                                  | Le Busseau                | Rue du Maréchal de Lattre de Tassigny, à côté de la mairie                                                                                                  | | 1922         | à géolocaliser                     | Image manquante |
| Jeanne d'Arc (monument aux morts)                                                            | Copie d'après Adolphe Roberton                               | Le Tallud                 | Sur la place de l'Église | | À déterminer | 46° 37′ 48″ nord, 0° 17′ 50″ ouest | Image manquante |
| Le Poilu mourant en défendant le Drapeau (monument aux morts)                                | À déterminer                                                 | Lezay                     | Sur la place du Champ de foire | | À déterminer | à géolocaliser                     | Image manquante |
| Monument aux morts                                                                           | À déterminer                                                 | Loubillé                  | À déterminer | | À déterminer | à géolocaliser                     | Monument aux morts |
| Monument aux résistants exécutés le 24 juillet 1944                                          | À déterminer                                                 | Loubillé                  | Dans le bois Cambert | | À déterminer | à géolocaliser                     | Monument aux résistants exécutés le 24 juillet 1944                                                                   |
| Monument aux morts de 1914-1918                                                              | À déterminer                                                 | Loublande                 | Dans l'église Saint-André | | À déterminer | à géolocaliser                     | Monument aux morts de 1914-1918                                                                                       |
| Statue du Sacré-Cœur (monument aux morts)                                                    | À déterminer                                                 | Loublande                 | Intersection de la rue du Commerce et de la rue des Tanneries                                                                                               | Représente le Sacré-Cœur de Jésus. | À déterminer | 46° 58′ 40″ nord, 0° 50′ 16″ ouest | Monument aux morts de Loublande                                                                                       |
| Monument aux morts de Châtillon-sur-Sèvre et Saint-Jouin-sous-Châtillon                      | À déterminer                                                 | Mauléon                   | Dans le jardin derrière la mairie | | À déterminer | à géolocaliser                     | Image manquante |
| Poilu étreignant le drapeau (monument aux morts de Châtillon-sur-Sèvre)                      | Copie d'après Charles-Eugène Breton                          | Mauléon                   | Route de Bressuire | | À déterminer | à géolocaliser                     | Image manquante |
| Monument aux morts de la guerre d'Algérie                                                    | À déterminer                                                 | Mauléon                   | Dans le jardin derrière la mairie | | À déterminer | à géolocaliser                     | Image manquante |
| Monument aux morts                                                                           | Raoul Mabru                                                  | Mazières-en-Gâtine        | Derrière l'église Saint-Barnabé | | À déterminer | 46° 32′ 00″ nord, 0° 19′ 23″ ouest | Image manquante |
| Monument aux morts de 1870-1871                                                              | À déterminer                                                 | Melle                     | Dans le cimetière | | 1891         | à géolocaliser                     | Monument aux morts de 1870-1871                                                                                       |
| Gloria Victis (monument aux morts de 1870-1871)                                              | Copie d'après Antonin Mercié                                 | Niort                     | Sur la place de Strasbourg | | 1881         | 46° 19′ 45″ nord, 0° 27′ 29″ ouest | Image manquante |
| Monument aux morts                                                                           | Pierre-Marie Poisson                                         | Niort                     | Allée Henri Dunand, à côté de la médiathèque Pierre Moinot                                                                                                  | Érigé sur la place du Donjon en 1923. | À déterminer | 46° 19′ 36″ nord, 0° 28′ 02″ ouest | Image manquante |
| Poilu à l'écu (d) (monument aux morts)                                                       | Copie d'après Union internationale artistique de Vaucouleurs | Noirlieu                  | Intersection de la rue de la Bretignollerie (RD 159) et de la rue de l'Épinay (RD 148), à côté du cimetière                                                 | | À déterminer | 46° 55′ 19″ nord, 0° 25′ 49″ ouest | Monument aux morts de Noirlieu                                                                                        |
| Monument aux morts                                                                           | À déterminer                                                 | Noirterre                 | Route de Thouars (RD 938) | | 1921         | à géolocaliser                     | Monument aux morts |
| Monument aux morts de 1870-1871                                                              | André Vermare                                                | Nueil-les-Aubiers         | Sur la place de la Girainerie, au bord de l'avenue Saint-Hubert (RD 33)                                                                                     | | 1902         | 46° 57′ 15″ nord, 0° 35′ 24″ ouest | Image manquante |
| Monument aux morts                                                                           | J. Gauthier                                                  | Nueil-les-Aubiers         | Sur la place des Anciens Combattants, à l'entrée du cimetière                                                                                               | Érigé devant la mairie en 1922. | 2001         | 46° 57′ 14″ nord, 0° 35′ 41″ ouest | Image manquante |
| Monument aux morts de 1870-1871                                                              | À déterminer                                                 | Parthenay                 | Rue Pierre Curie | | À déterminer | 46° 39′ 09″ nord, 0° 14′ 49″ ouest | Image manquante |
| Monument aux morts                                                                           | Élie Ottavy                                                  | Parthenay                 | Dans le jardin public | | À déterminer | 46° 38′ 55″ nord, 0° 14′ 40″ ouest | Image manquante |
| Monument aux morts                                                                           | À déterminer                                                 | Prissé-la-Charrière       | Dans le cimetière | | À déterminer | à géolocaliser                     | Image manquante |
| Monument aux morts                                                                           | À déterminer                                                 | Romans                    | À déterminer | | À déterminer | à géolocaliser                     | Monument aux morts |
| Jeanne d'Arc au sacre (monument aux morts)                                                   | Copie d'après Paul Aubert                                    | Saint-André-sur-Sèvre     | Intersection de la rue Marie Millasseau et de la RD 167, à l'entrée du cimetière                                                                            | Représente Jeanne d'Arc. | À déterminer | 46° 47′ 00″ nord, 0° 40′ 38″ ouest | Monument aux morts de Saint-André-sur-Sèvre                                                                           |
| Le Poilu victorieux (monument aux morts)                                                     | Copie d'après Eugène Bénet                                   | Saint-Aubin-le-Cloud      | Impasse de l'Église, à côté de l'église Saint-Blaise | | À déterminer | 46° 39′ 01″ nord, 0° 21′ 12″ ouest | Monument aux morts de Saint-Aubin-le-Cloud                                                                            |
| Monument aux morts                                                                           | À déterminer                                                 | Saint-Jacques-de-Thouars  | À côté de l'église Saint-Jacques | | À déterminer | à géolocaliser                     | Monument aux morts |
| Monument aux morts                                                                           | À déterminer                                                 | Saint-Jouin-de-Milly      | Sur la place de l'Église, au bord de la rue du Château (RD 175), à côté du cimetière                                                                        | | À déterminer | 46° 45′ 15″ nord, 0° 37′ 13″ ouest | Monument aux morts de Saint-Jouin-de-Milly                                                                            |
| Monument aux morts                                                                           | À déterminer                                                 | Saint-Maixent-l'École     | Sur le parvis du Souvenir Français | Érigé rue Chauray-Jardin en 1923. | 2016         | à géolocaliser                     | Image manquante |
| Monument aux morts                                                                           | À déterminer                                                 | Saint-Martin-de-Bernegoue | À l'entrée du cimetière, à côté de l'église Sainte-Marie-Madeleine                                                                                          | | À déterminer | à géolocaliser                     | Monument aux morts |
| Monument aux morts                                                                           | À déterminer                                                 | Saint-Pierre-à-Champ      | Sur la place de l'Église, à l'intersection de la rue des Mimosas (RD 32) et de la rue des Acacias (RD 61)                                                   | | À déterminer | 47° 04′ 04″ nord, 0° 22′ 35″ ouest | Monument aux morts de Saint-Pierre-à-Champ                                                                            |
| Poilu mourant et statue de Jeanne d'Arc (monument aux morts)                                 | Copie d'après Jules Déchin                                   | Saint-Porchaire           | Intersection de la rue du Calvaire et de la rue du Colombier                                                                                                | Représente Jeanne d'Arc. | 1920         | à géolocaliser                     | Poilu mourant et statue de Jeanne d'Arc (monument aux morts)                                                          |
| Monument aux morts                                                                           | À déterminer                                                 | Saint-Sauveur             | Dans le cimetière, à côté de la mairie | | À déterminer | à géolocaliser                     | Image manquante |
| Monument aux morts                                                                           | À déterminer                                                 | Saint-Vincent-la-Châtre   | À déterminer | | À déterminer | à géolocaliser                     | Monument aux morts |
| Monument aux morts                                                                           | À déterminer                                                 | Sainte-Verge              | À côté de l'église Notre-Dame | | À déterminer | à géolocaliser                     | Monument aux morts |
| Monument aux morts                                                                           | À déterminer                                                 | Secondigny                | Sur la place du Maréchal Leclerc | | À déterminer | 46° 36′ 40″ nord, 0° 25′ 08″ ouest | Image manquante |
| Monument aux morts                                                                           | À déterminer                                                 | Sepvret                   | Intersection de la route du Champ de Foire (RD 108) et de la rue de la Mantelière, à l'entrée du cimetière                                                  | | À déterminer | 46° 17′ 10″ nord, 0° 05′ 25″ ouest | Monument aux morts de Sepvret                                                                                         |
| Monument aux morts                                                                           | À déterminer                                                 | Terves                    | À côté de l'église | | À déterminer | à géolocaliser                     | Image manquante |
| La Victoire en chantant (monument aux morts)                                                 | Copie d'après Charles Édouard Richefeu                       | Thénezay                  | Sur la place de l'Église, à l'intersection de la rue Saint-Honoré (RD 141) et de la RD 738, devant l'église Saint-Honoré                                    | | 1922         | 46° 43′ 13″ nord, 0° 01′ 40″ ouest | Image manquante |
| Monument aux morts de 1870-1871                                                              | Charles Desvergnes                                           | Thouars                   | Intersection de la rue du Château et de la rue de la Tremoille (RD 39), à côté de la collégiale Notre-Dame du château                                       | | 1902         | 46° 58′ 19″ nord, 0° 13′ 02″ ouest | Monument aux morts de 1870-1871 de Thouars                                                                            |
| Monument aux morts                                                                           | À déterminer                                                 | Thouars                   | Dans l'église Saint-Laon | | À déterminer | à géolocaliser                     | Monument aux morts |
| Monument aux morts                                                                           | À déterminer                                                 | Thouars                   | Dans le square George Jougier, à l'intersection de l'avenue des Martyrs de la Résistance (RD 39) et de la rue Saint-Nicolas, près de l'orangerie du château | | À déterminer | 46° 58′ 09″ nord, 0° 13′ 03″ ouest | Image manquante |
| Monument aux morts                                                                           | À déterminer                                                 | Vanzay                    | À déterminer | | À déterminer | à géolocaliser                     | Image manquante |
| Monument aux morts                                                                           | À déterminer                                                 | Vasles                    | À déterminer | | À déterminer | à géolocaliser                     | Image manquante |
| Monument aux morts                                                                           | À déterminer                                                 | Vausseroux                | À côté de l'église Sainte-Radegonde | | À déterminer | à géolocaliser                     | Image manquante |
| Monument aux morts                                                                           | À déterminer                                                 | Vautebis                  | À côté de l'église Saint-Léger | | À déterminer | à géolocaliser                     | Monument aux morts |
| Poilu baïonnette au canon (d) (monument aux morts)                                           | Copie d'après Étienne Camus                                  | Vernoux-en-Gâtine         | À déterminer | | À déterminer | à géolocaliser                     | Image manquante |
| Monument aux morts                                                                           | À déterminer                                                 | Vernoux-sur-Boutonne      | À déterminer | | À déterminer | à géolocaliser                     | Image manquante |
| Monument aux morts                                                                           | À déterminer                                                 | Verruyes                  | À déterminer | | À déterminer | à géolocaliser                     | Image manquante |
| Monument aux morts                                                                           | À déterminer                                                 | Viennay                   | À déterminer | | À déterminer | à géolocaliser                     | Image manquante |
| Monument aux morts de 1914-1918                                                              | À déterminer                                                 | Villefollet               | Dans l'église Saint-Nicolas | | À déterminer | à géolocaliser                     | Image manquante |
| Monument aux morts                                                                           | À déterminer                                                 | Villefollet               | À déterminer | | À déterminer | à géolocaliser                     | Image manquante |
| Poilu au repos (monument aux morts)                                                          | Copie d'après Étienne Camus                                  | Villemain                 | Intersection de la rue de la Mairie et de la route du Cimetière                                                                                             | | À déterminer | 46° 01′ 26″ nord, 0° 05′ 14″ ouest | Monument aux morts de Villemain                                                                                       |
| Monument aux morts                                                                           | À déterminer                                                 | Villiers-en-Bois          | Dans le jardin de la mairie | | À déterminer | à géolocaliser                     | Monument aux morts |
| Monument aux morts                                                                           | À déterminer                                                 | Villiers-en-Plaine        | Dans le cimetière | | À déterminer | à géolocaliser                     | Image manquante |
| Monument aux morts                                                                           | À déterminer                                                 | Villiers-sur-Chizé        | À déterminer | | À déterminer | à géolocaliser                     | Monument aux morts |
| Monument aux morts                                                                           | À déterminer                                                 | Vitré                     | Dans le cimetière | Érigée[Quand ?] dans la mairie | 2012         | à géolocaliser                     | Image manquante |
| Monument aux morts                                                                           | À déterminer                                                 | Vouhé                     | À l'entrée du cimetière | | À déterminer | à géolocaliser                     | Image manquante |
| Monument aux morts                                                                           | À déterminer                                                 | Vouillé                   | À déterminer | | À déterminer | à géolocaliser                     | Image manquante |
| Monument aux morts                                                                           | À déterminer                                                 | Voultegon                 | Dans le cimetière | | À déterminer | à géolocaliser                     | Image manquante |
| Monument aux morts                                                                           | À déterminer                                                 | Xaintray                  | À déterminer | | À déterminer | à géolocaliser                     | Image manquante |

## Monuments disparus ou retirés
| Œuvre                                          | Auteur                     | Commune | Localisation            | Notes | Installation | Coordonnées    | Illustration    |
| ---------------------------------------------- | -------------------------- | ------- | ----------------------- | --- | ------------ | -------------- | --------------- |
| L'Espérance (monument aux morts de 1870-1871), | André-Louis-Adolphe Laoust | Niort   | Sur la place Saint-Jean | Également appelée Spes. Fondu en 1942, dans le cadre de la mobilisation des métaux non ferreux. Le piédestal-fontaine resté vide est retiré en 1960. | 1884         | à géolocaliser | Image manquante |